# ФК Сента
ФК Сента је фудбалски клуб из Сенте, и тренутно се такмичи у Војвођанској лиги Север, четвртом такмичарском нивоу српског фудбала. Клуб је основан 1905. године и један је од најстаријих у Србији. Највећи успех клуба је такмичење у Српској лиги (трећа лига) од 1950. до 1952. године.
У сезони 1967-68 Сента је освојила прво место у Војвођанској лиги.
Сента је у сезони 2015/16. освојила треће место у Српској лиги Војводина, али је због финансијских проблема одлучила да напусти лигу и да се од сезоне 2016/17 такмичи две лиге ниже у Подручној лиги Суботица.

## Познати играчи
- Новак Рогановић
- Младен Крстајић
- Немања Николић